# Ghiyath al-Din Pir Ahmad Khwafi
Ghiyath al-din Pir Ahmad Khwafi fou sahib visir de Xah Rukh de 1418 a 1447 (excepte un breu període el 1424-1425) que es va convertir en el visir en cap més poderós i de més durada de Xah Rukh. La genealogia de Pir Ahmad es dona durant tres generacions: era fill de Jalal al-Din Ishaq ibn Majd al-Din Muhammad ibn Fadl Allah Khwafi.
Sobre aquest personatge es disposa d'abundant informació però no sabem res de la carrera anterior de Pir Ahmad abans d'estar a Herat, excepte que va venir de Khwaf con indica la seva nisba i va mantenir una connexió amb la seva regió natal. El historiador Fasih Khwafi dona la seva descendència durant tres generacions, afegint alguns honorífics als noms dels seus avantpassats, cosa que fa suposar que era d'una família de notables. Durant el regnat de Xah Rukh, hi havia diversos ulames i xaikhs importants a Herat que portaven la nisba Khwafi, però molt pocs es poden connectar entre ells o amb els visirs Khwafi. A la següent generació, tornem a trobar visirs Khwafi en posicions importants. El fill de Pir Ahmad, Majd al-Din Muhammad, va tenir una distingida carrera i un altre membre de la mateixa família, Mawlana Qutb al-Din Muhammad Khwafi, era conegut per la seva habilitat en jurisprudència i va servir com a sadr sota Abu Said i Sultan Husayn.
Pir Ahmad va ser nomenat al capdavant del dıwan a principis de 1418, en lloc d'Ahmad Daud, l'acomiadament del qual va instigar. Amb una o dues breus interrupcions, va romandre el buròcrata preeminent fins a la mort de Xah Rukh, servint amb diversos socis. Els historiadors l'esmenten amb aprovació com algú que respectava la població, patrocinava bones obres i complia les seves funcions amb distinció. Mentre sayyid Fakhr al-Din Ahmad (1405-1417) es va convertir en el símbol del vici burocràtic, Pir Ahmad figura a les fonts com el visir poderós i actiu, jugant un paper similar al dels emirs Jalal al-Din Firuz Xah i Alikeh Kukeltaix, esmentats en tots els relats del govern de Xah Rukh. Els seus principals subordinats al diwan foren Ahmad ibn Daud Kalar, Ali Xaqani i Shams al-Din Ali Balicha Simnani, dels quasls els principals períodes de servei es van produir probablement en aquest mateix ordre. En el cas de tots tres, hi ha indicis de tensions al començament de l'associació que es van resoldre posteriorment. Sembla que Pir Ahmad podia col·laborar amb col·legues sempre que mantingués el domini. No li agradaven gaire les cites. No era lliure d'escollir el seu company de visir per lo que és probable que es designessin socis amb la intenció de diluir el poder del visir en cap. Tot i els problemes inicials am Ibn Daud va tenir després una bona relació; amb Ali Xaqani, al que també es va enfrontar al començament, després s'hi va fer amic i no va quedar gens satisfet quan va ser acomiadat Ali Xaqani el 1441 fins al punt que va mostrar la seva protesta no anant a treballar durant uns dies o setmanes (però va acabar caludicant per por que Xah Rukh no es molestés).
Amb Shams al-Din Ali Balicha Simnani encara compartia el dıwan en el moment de la mort de Xah Rukh i van romandre junts voluntàriament durant un temps després. El que veiem a la carrera de Pir Ahmad és el manteniment amb èxit del poder gràcies a la seva capacitat de doblegar els altres a la seva voluntat, tot i acceptant alguns límits sobre el seu propi poder.
Tot i el seu llarg i reeixit mandat al càrrec, la carrera de Pir Ahmad no va estar exempta de contratemps. L'historiador Fasih Khwafi informa que va ser acomiadat del dıwan durant aproximadament un any el 1425–26 i va tornar a patir un cop al seu poder i prestigi el 1441 amb la caiguda d'Ali Xiqani. La situació era recurrent: la dinastia imposava el seu propi candidat com a co-visir, escollint algú de fora del grup de clients i aliats que Pir Ahmad havia establert per a ell. Durant diversos anys, Pir Ahmad va ser capaç d'arribar a un acord amb la seva parella o reduir-lo a una posició subordinada, tal com va fer amb Ali Xaqani. Es pot endevinar que quan un co-visir esdevenia aliat amb Pir Ahmad, perdia part de la seva utilitat per a la dinastia i arribava el moment de trobar una nova persona per nomenar.
Els visirs Khwafi que servien la dinastia a Herat van romandre units a la seva regió natal, i probablement també hi van estar actius. Pir Ahmad Khwafi va construir una important madrasa a Kharjird. Els seus altres dos grans monuments foren un mausoleu pel shaykh Zayn al-Din Taybadi, no lluny de Khwaf, i un per al seu compatriota, Xaikh Zain al-Din Khwafi, enterrat a Herat. No coneixem cap relació de sang entre Pir Ahmad i el efímer viir Xaikh Zain al-Din, però és possible que estiguessin ben connectats, ja que posseïen terres adjacents a Kharjird. Una mesquita aljama al poble de Rushkhwar data del període poc després de la mort de Xah Rukh i un altre de Khwaf probablement del regnat d'Abu Said. El que va fer que els visirs Khwafi fossin visibles i actius a la llarga va ser el seu interès continuat pel seu territori d'origen i la seva voluntat d'invertir-hi, cosa que va assegurar als seus habitants oportunitats educatives i la possibilitat d'un útil patrocini dins del dıwan.

## Referència
- Power, Politics and Religion in Timurid Iran, per Beatrice F. Manz, Cambridge University Press, 2007, ISBN 978-0-511-26931-8.